# Quartetto d'Archi Tokyo
Il Quartetto d'Archi Tokyo (東京クヮルテット?) era un quartetto d'archi internazionale attivo dal 1969 al 2013.

## Storia
Il gruppo si formò nel 1969 alla Juilliard School of Music. I membri fondatori avevano frequentato la Toho Gakuen School of Music di Tokyo, dove studiarono con il professor Hideo Saito. Poco dopo la sua formazione il Quartetto vinse i Primi Premi al Concorso Coleman, al Concorso di Monaco e alle Audizioni Internazionali dei Giovani Concerti. Ciò comportò un contratto discografico con la Deutsche Grammophon.
Il quartetto ha registrato oltre 40 album, coprendo una vasta gamma di musica classica. Hanno vinto il Grand Prix du Disque Montreux, Migliore registrazione di musica da camera dell'anno da entrambe le riviste Stereo Review e Gramophone e sette nomination ai Grammy. Oltre alla Deutsche Grammophon, per molti anni registrarono anche per RCA Victor Red Seal, per Angel-EMI, CBS Masterworks e per l'ultimo decennio per Harmonia Mundi.
Durante il loro tour internazionale del 25º anniversario, nel 1994, il quartetto eseguì i quartetti per archi completi di Beethoven.
In televisione il quartetto è apparso su Sesame Street, CBS News Sunday Morning, Great Performances della PBS, National Arts e su una trasmissione nazionale dalla Corcoran Gallery of Art.
I membri del quartetto hanno fatto parte della facoltà della Yale School of Music dal 1976.
Il gruppo suonava su una collezione di strumenti realizzati dal famoso liutaio Stradivari. La collezione è conosciuta come il Paganini Quartet.
Il quartetto si sciolse alla fine della stagione 2013, in seguito alla decisione di ritirarsi del violista Kazuhide Isomura, un membro originale, e del 2º violino Kikuei Ikeda.

## Membri

### Primi violini
- 1969 Koichiro Harada
- 1981 Peter Oundjian
- 1995 Andrew Dawes
- 1996 Mikhail Kopelman
- 2002 Martin Beaver

### Secondi violini
- 1969 Yoshiko Nakura
- 1974 Kikuei Ikeda

### Viola
- 1969 Kazuhide Isomura

### Violoncello
- 1969 Sadao Harada
- 2000 Clive Greensmith